# Чайна Форбс
Чайна Форбс (англ. China Forbes; нар. 29 квітня 1970, Кембридж, Массачусетс) — американська співачка і авторка пісень, яка була солісткою гурту Pink Martini з 1995 року. У 2022 році вона стала лауреатом премії Елли Фіцджеральд на Монреальському міжнародному джазовому фестивалі.

## Життєпис і кар'єра
Чайна Форбс народилася і виросла в Кембриджі, Массачусетс у сім'ї Пеггі (від народження Вудфорд) і Дональда Кемерона Форбс. Її батько мав французьке та шотландське походження, а мати — афроамериканка. Вона відвідувала академію Філліпса в Ексетері, після чого вивчала образотворче мистецтво в Гарвардському університеті, де познайомилася з Томасом Лодердейлом, піаністом з класичною освітою, з яким вони стали друзями і регулярно зустрічалися, щоб разом грати музику. У Гарварді вона отримала премію Джонатана Леві за акторську майстерність.
Після завершення навчання в 1992 році Форбс кілька років працювала актрисою, виконуючи виставу Оф-Бродвей в Нью-Йорку. Згодом вона стала музикантом, створила гурт та записала сольний альбом. Вона виконала пісню «Ordinary Girl» для телесеріалів Clueless і «Que Sera Sera» для титрів до фільму Темна сторона пристрасті. Живучи в Портленді, штат Орегон, Томас Лодердейл запросив її заспівати з Pink Martini — групою, яку він зібрав, щоб грати на заходах для збору коштів на підтримку представників політики. Після трьох років поїздок з Нью-Йорка, Форбс переїхала до Портленда в 1998 році з метою працювати з групою повний робочий день як основною роботою. З-поміж низки композицій Форбс та Лотердейл спільно написали хіт групи «Sympathique (Je ne Veux Pas Travailler)».
Крім роботи з Pink Martini, вона випустила сольні альбоми, зокрема Love Handle (листопад 1995) і '78 (Heinz Records, 2008), який включає її пісню «Hey Eugene» в оригінальній версії. Вона представлена в альбомі Майкла Файнштейна The Sinatra Project, де вони заспівали дуетом «How Long Will It Last?». Також Форбс записала дві пісні французькою мовою з Жоржем Мустакі для його альбому Solitaire.
Чайна Форбс є двоюрідною сестрою колишнього держсекретаря США Джона Керрі та інді-рок музиканта Еда Дросте з Grizzly Bear. Її сестра — Майя Форбс, сценарист і режисер.

## Дискографія
- Love Handle (листопад 1995)
- '78 (Heinz, 2008)

Разом з Pink Martini
- Sympathique (Heinz, 1997)
- Hang on Little Tomato (Heinz, 2004)
- Hey Eugene! (Heinz, 2007)
- Splendor in the Grass (Heinz, 2009)
- Joy to the World (Heinz, 2010)
- Get Happy (Heinz, 2013)
- Je Dis Oui! (Heinz, 2013)

З іншими
- 2003 Cruising Attitude, Дімітрі фром Періс
- 2008 Solitaire, Жорж Мустакі
- 2008 The Sinatra Project, Майкл Файнштейн[8]